# Бург-ан-Бресс

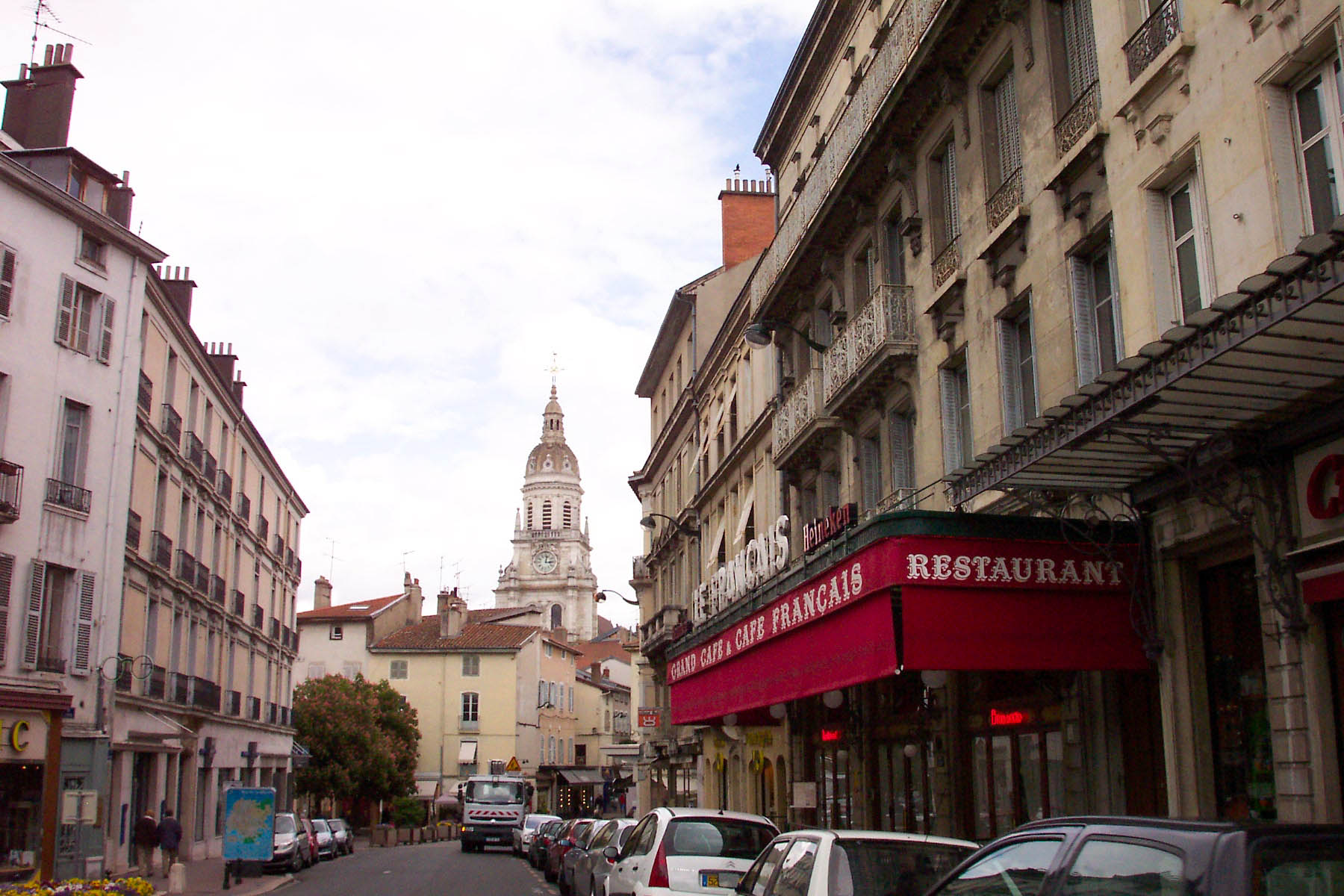

Бург-ан-Бресс, Бурґ-ан-Бресс (фр. Bourg-en-Bresse) — місто та муніципалітет у Франції, у регіоні Овернь-Рона-Альпи, адміністративний центр департаменту Ен. Населення — 42 065 осіб (2022).
Муніципалітет розташований на відстані близько 370 км на південний схід від Парижа, 60 км на північний схід від Ліона.

## Історія
До 2015 року муніципалітет перебував у складі регіону Рона-Альпи. Від 1 січня 2016 року належить до нового об'єднаного регіону Овернь-Рона-Альпи.

## Демографія
Динаміка населення (INSEE і Cassini ):
Розподіл населення за віком та статтю (2006):
| Стать | Всього | До 15 років | 15-24 | 25-44 | 45-64 | 65-85 | Понад 85 |
| --- | ------ | ----------- | ----- | ----- | ----- | ----- | -------- |
| Чоловіки | 18 659 | 3230        | 3141  | 4963  | 4374  | 2602  | 349      |
| Жінки | 21 495 | 2975        | 3224  | 5056  | 5266  | 4140  | 834      |
| \| Статево-вікова піраміда \| Статево-вікова піраміда \| Статево-вікова піраміда \| \| ----------------------- \| ----------------------- \| ----------------------- \| \| Чоловіки \| Вік \| Жінки \| \| 349 \| 85 + \| 834 \| \| 456 \| 80-84 \| 1051 \| \| 655 \| 75-79 \| 1088 \| \| 773 \| 70-74 \| 1055 \| \| 718 \| 65-69 \| 946 \| \| 779 \| 60-64 \| 1069 \| \| 1260 \| 55-59 \| 1329 \| \| 1116 \| 50-54 \| 1482 \| \| 1219 \| 45-49 \| 1386 \| \| 1187 \| 40-44 \| 1268 \| \| 1102 \| 35-39 \| 1174 \| \| 1271 \| 30-34 \| 1220 \| \| 1403 \| 25-29 \| 1394 \| \| 1566 \| 20-24 \| 1777 \| \| 1575 \| 15-20 \| 1447 \| \| 1077 \| 10-14 \| 1035 \| \| 1017 \| 5-9 \| 907 \| \| 1136 \| 0-4 \| 1033 \| |        |             |       |       |       |       |          |
| Статево-вікова піраміда |        |             |       |       |       |       |          |
| Чоловіки | Вік    | Жінки       |       |       |       |       |          |
| 349 | 85 +   | 834         |       |       |       |       |          |
| 456 | 80-84  | 1051        |       |       |       |       |          |
| 655 | 75-79  | 1088        |       |       |       |       |          |
| 773 | 70-74  | 1055        |       |       |       |       |          |
| 718 | 65-69  | 946         |       |       |       |       |          |
| 779 | 60-64  | 1069        |       |       |       |       |          |
| 1260 | 55-59  | 1329        |       |       |       |       |          |
| 1116 | 50-54  | 1482        |       |       |       |       |          |
| 1219 | 45-49  | 1386        |       |       |       |       |          |
| 1187 | 40-44  | 1268        |       |       |       |       |          |
| 1102 | 35-39  | 1174        |       |       |       |       |          |
| 1271 | 30-34  | 1220        |       |       |       |       |          |
| 1403 | 25-29  | 1394        |       |       |       |       |          |
| 1566 | 20-24  | 1777        |       |       |       |       |          |
| 1575 | 15-20  | 1447        |       |       |       |       |          |
| 1077 | 10-14  | 1035        |       |       |       |       |          |
| 1017 | 5-9    | 907         |       |       |       |       |          |
| 1136 | 0-4    | 1033        |       |       |       |       |          |

## Економіка
2010 року серед 25 917 осіб працездатного віку (15—64 років) 17 951 була активною, 7966 — неактивними (показник активності 69,3%, у 1999 році було 69,0%). З 17 951 активної мешканців працювало 15 475 осіб (7940 чоловіків та 7535 жінок), безробітними було 2476 (1267 чоловіків та 1209 жінок). Серед 7966 неактивних 2919 осіб було учнями чи студентами, 2055 — пенсіонерами, 2992 були неактивними з інших причин.

У 2010 році в муніципалітеті числилось 17952 оподатковані домогосподарства, у яких проживали 36896,5 особи, медіана доходів виносила 17 085 євро на одного особоспоживача

## Галерея зображень

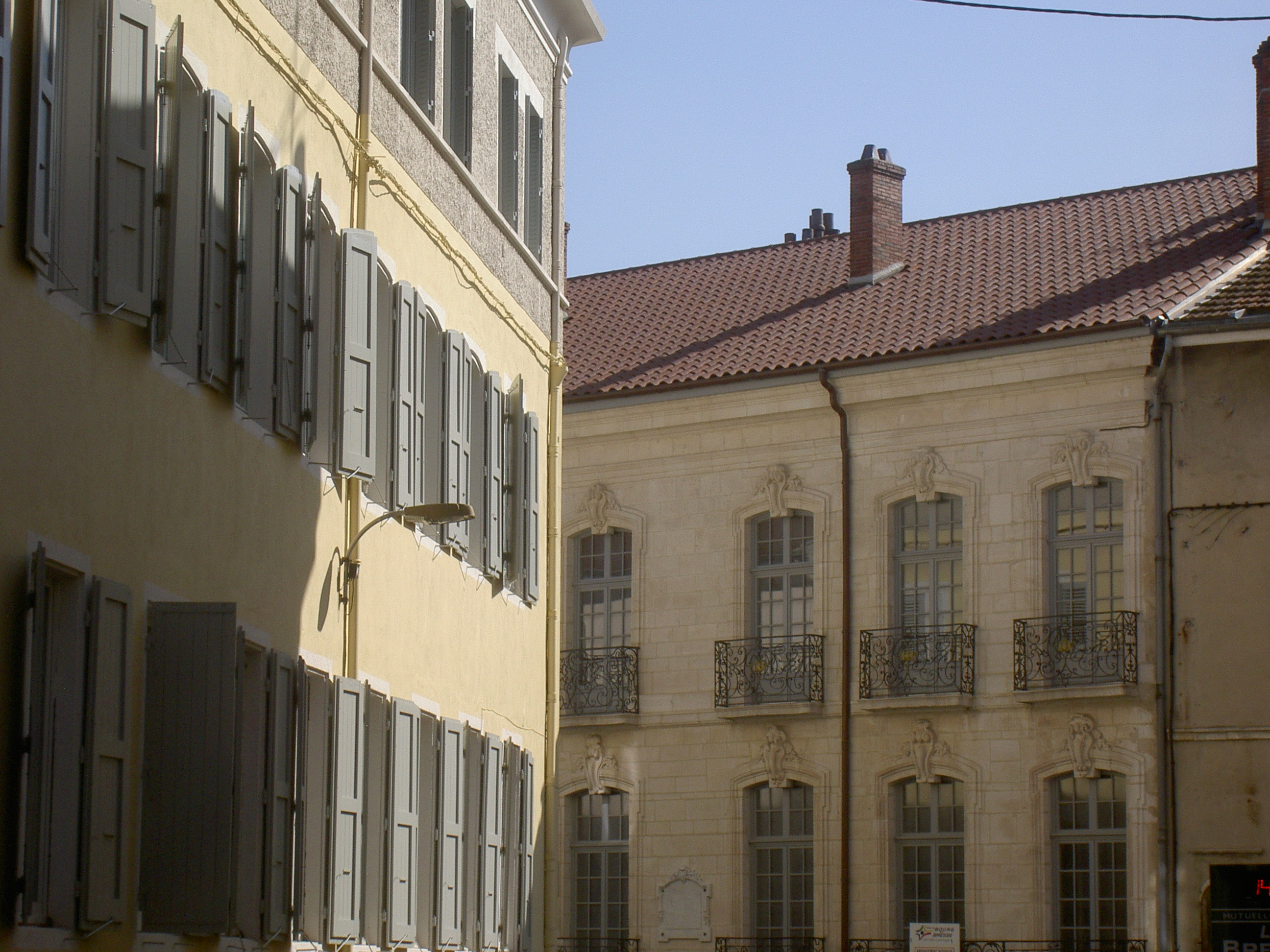
Одна з вулиць міста Бург-ар-Бресс.
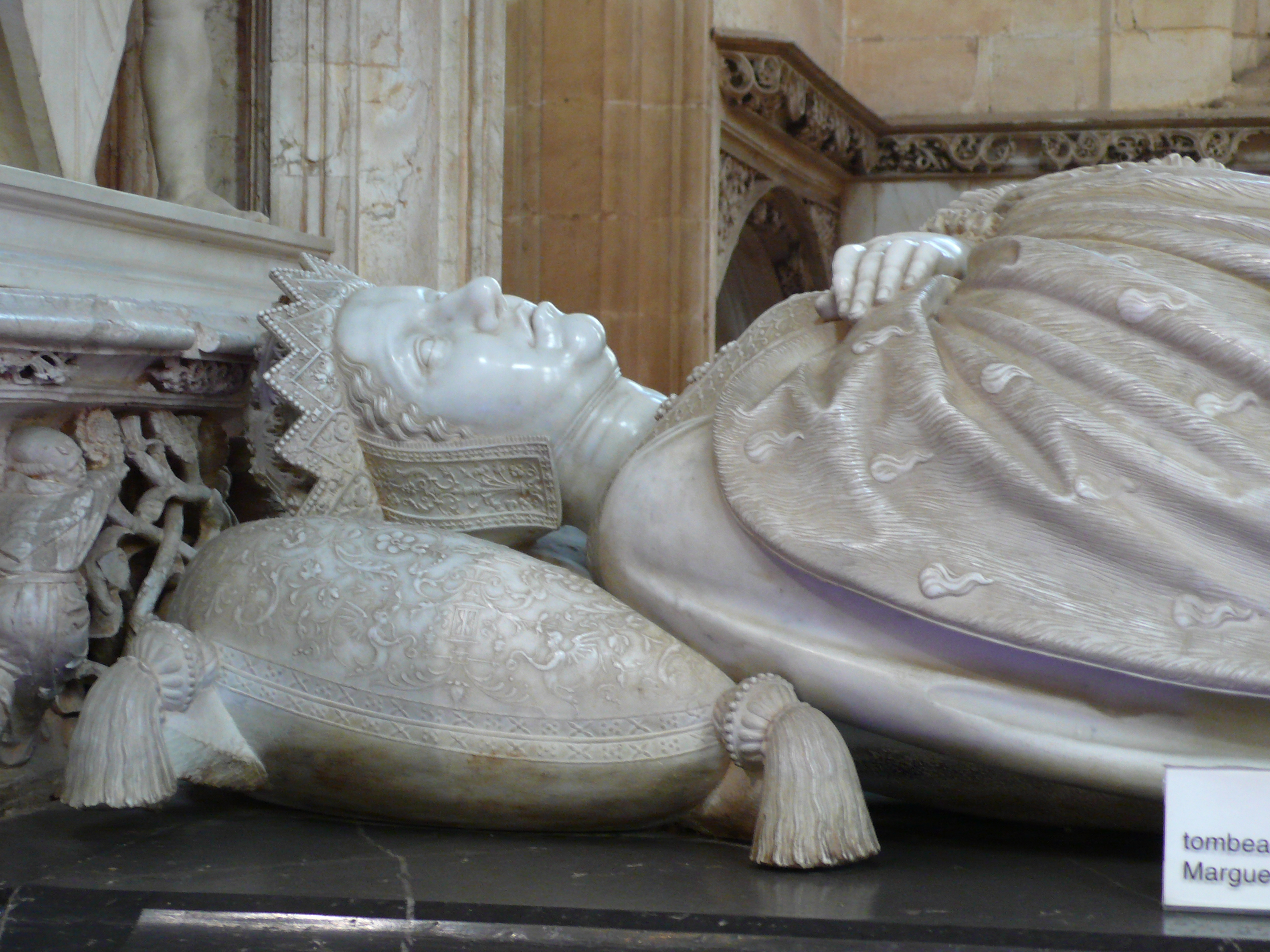
Могила Маргарити Австрійської в церкві Бру
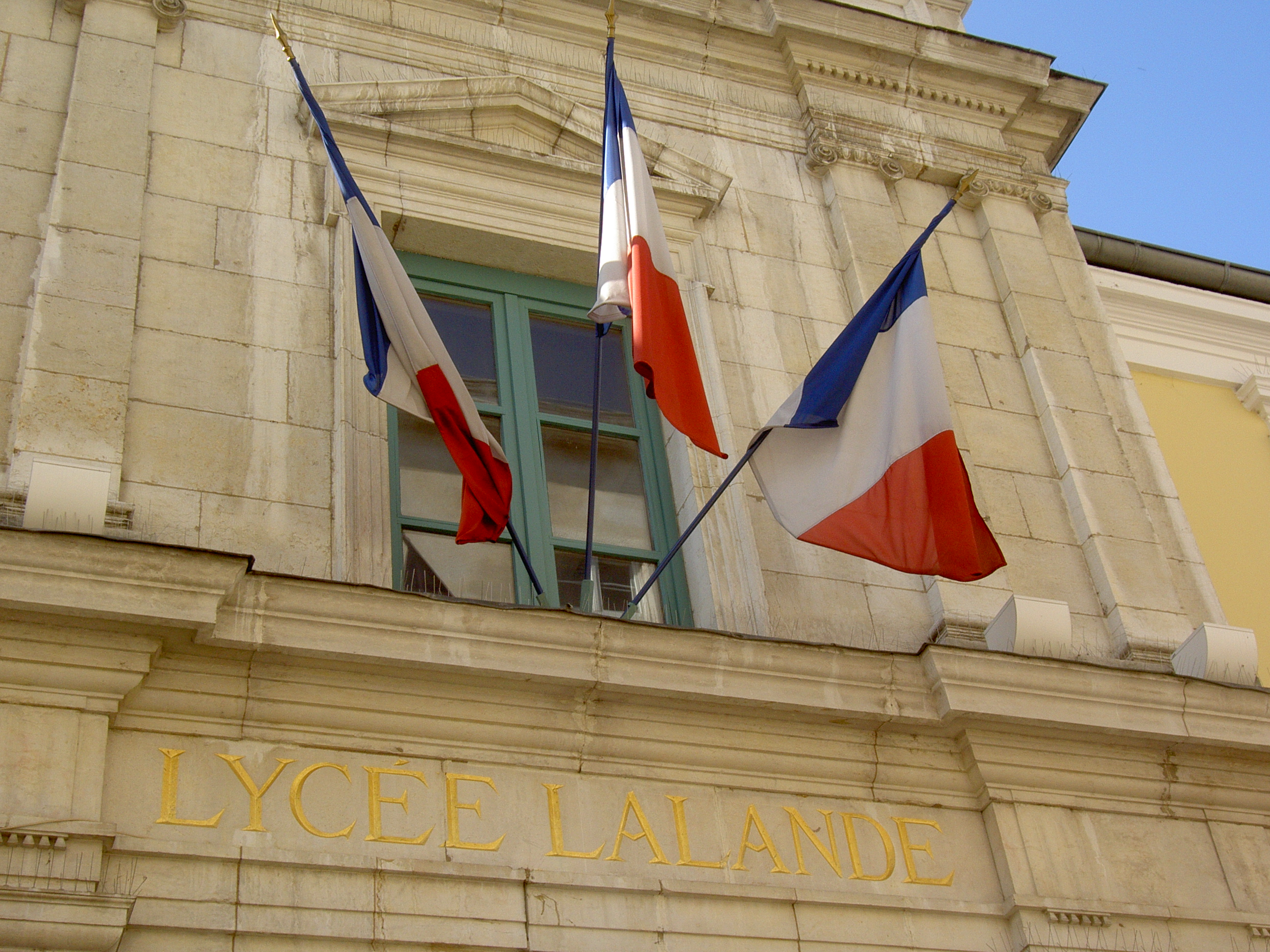
Ліцей Лаланд.
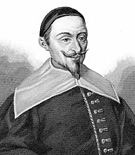
Математик Клод-Ґаспар Баше де Мезіріак, уродженець міста Бург-ан-Бресс.
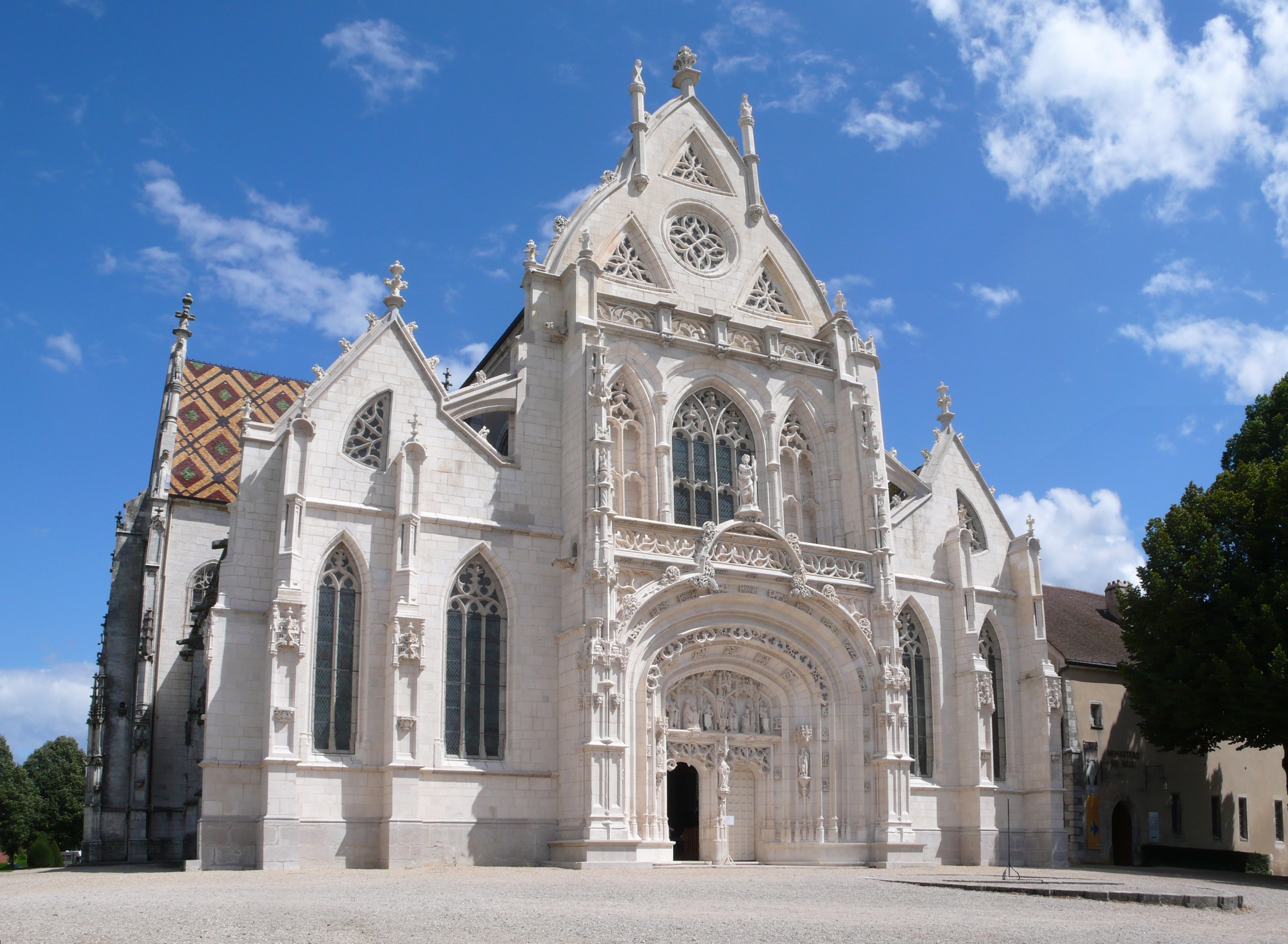
Церква Бру в 2007 році.